# Вольт
Во́льт (В, V) — одиниця вимірювання електричної напруги, електрорушійної сили та різниці потенціалів в системі SI.
Один вольт дорівнює електричній напрузі, яка виникає в електричному колі з постійним струмом силою один ампер при потужності один ват. Також один вольт дорівнює потенціалу точки електричного поля, в якої електричний заряд в один кулон має потенціальну енергію один джоуль.
В = Вт·А−1 = м²·кг·с−3·А−1 = Дж·Кл−1.
Одиниця названа на честь італійського фізика і фізіолога Алессандро Вольта.

## Визначення
Один вольт визначено як різницю електричних потенціалів між двома точками провідника, коли електричний струм силою 1 А розсіює між цими точками потужність 1 Вт. В основних одиницях SI (м, кг, с і А) це можна виразити, як
{\displaystyle {\text{В}}={\frac {\text{потужність}}{\text{сила струму}}}={\frac {\text{N}}{\text{I}}}={\frac {{\text{кг}}{\cdot }{\text{м}}^{2}{\cdot }{\text{с}}^{-3}}{\text{А}}}={\text{кг}}{\cdot }{\text{м}}^{2}{\cdot }{\text{с}}^{-3}{\cdot }{{\text{А}}^{-1}}.}
Рівнозначно, це різниця потенціалів між двома точками, яка заряду 1 Кл, який проходить між ними, надає енергію 1 Дж. В основних одиницях SI це можна виразити, як
{\displaystyle {\text{В}}={\frac {\text{потенціальна енергія}}{\text{заряд}}}={\frac {\text{Дж}}{\text{Кл}}}={\frac {{\text{кг}}{\cdot }{\text{м}}^{2}{\cdot }{\text{с}}^{-2}}{{\text{А}}{\cdot }{\text{с}}}}={\text{кг}}{\cdot }{\text{м}}^{2}{\cdot }{\text{с}}^{-3}{\cdot }{{\text{А}}^{-1}}.}
Також вольт можна виразити як: ампер, помножений на ом (сила струму, помножена на опір, закон Ома); вебери на секунду (магнітний потік на час); ват на ампер (потужність на силу струму); джоуль на кулон (енергія на заряд), що еквівалентно електронвольту на елементарний заряд:
{\displaystyle {\text{В}}={\text{А}}{\cdot }{\text{Ом}}={\frac {\text{Вб}}{\text{с}}}={\frac {\text{Вт}}{\text{А}}}={\frac {\text{Дж}}{\text{Кл}}}={\frac {\text{еВ}}{e}}.}

### Визначення за переходом Джозефсона
Історично «стандартний» вольт, V90, визначений 1987 року 18-ою Генеральною конференцією з мір і ваг і використовуваний від 1990 до 2019 року, був реалізований на основі ефекту Джозефсона, для точного перетворення частоти в напругу, в поєднанні із цезієвим стандартом частоти. Хоча ефект Джозефсона все ще використовують для визначення вольта, використовувана стала дещо змінилася.
У визначенні вольта використовували для сталої Джозефсона KJ = 2e/h (де e — елементарний заряд, а h — стала Планка) «стандартне» значення KJ−90 = 0.4835979 ГГц/мкВ. Внаслідок перегляду SI 2019 року станом на 2019 рік стала Джозефсона мала точне значення KJ = 483597.84841698.
Цей стандарт зазвичай реалізують за допомогою масиву послідовно з'єднаних кількох тисяч або десятків тисяч переходів, збуджених мікрохвильовими сигналами частотою від 10 до 80 ГГц (залежно від конструкції масиву). Низка експериментів показали, що метод не залежить від конструкції пристрою, матеріалу, налаштування приладів тощо, і для практичної реалізації не потрібні коригування.

## Аналогія з потоком води
В аналогії з потоком води, яку іноді використовують для пояснення процесів у електричних колах, порівнюючи їх із заповненими водою трубами, напруга (різниця електричного потенціалу) порівнюється з різницею тисків води, тоді як струм пропорційний кількості води, що тече. Резистор відповідає зменшеному діаметру десь у трубопроводі, що чинить опір потоку.
Співвідношення між напругою та струмом визначається (в омічних пристроях, таких як резистори) законом Ома. Закон Ома аналогічний рівнянню Гаґена — Пуазейля, оскільки обидва є лінійними моделями, що пов'язують потік і потенціал у відповідних системах.

## Типові напруги

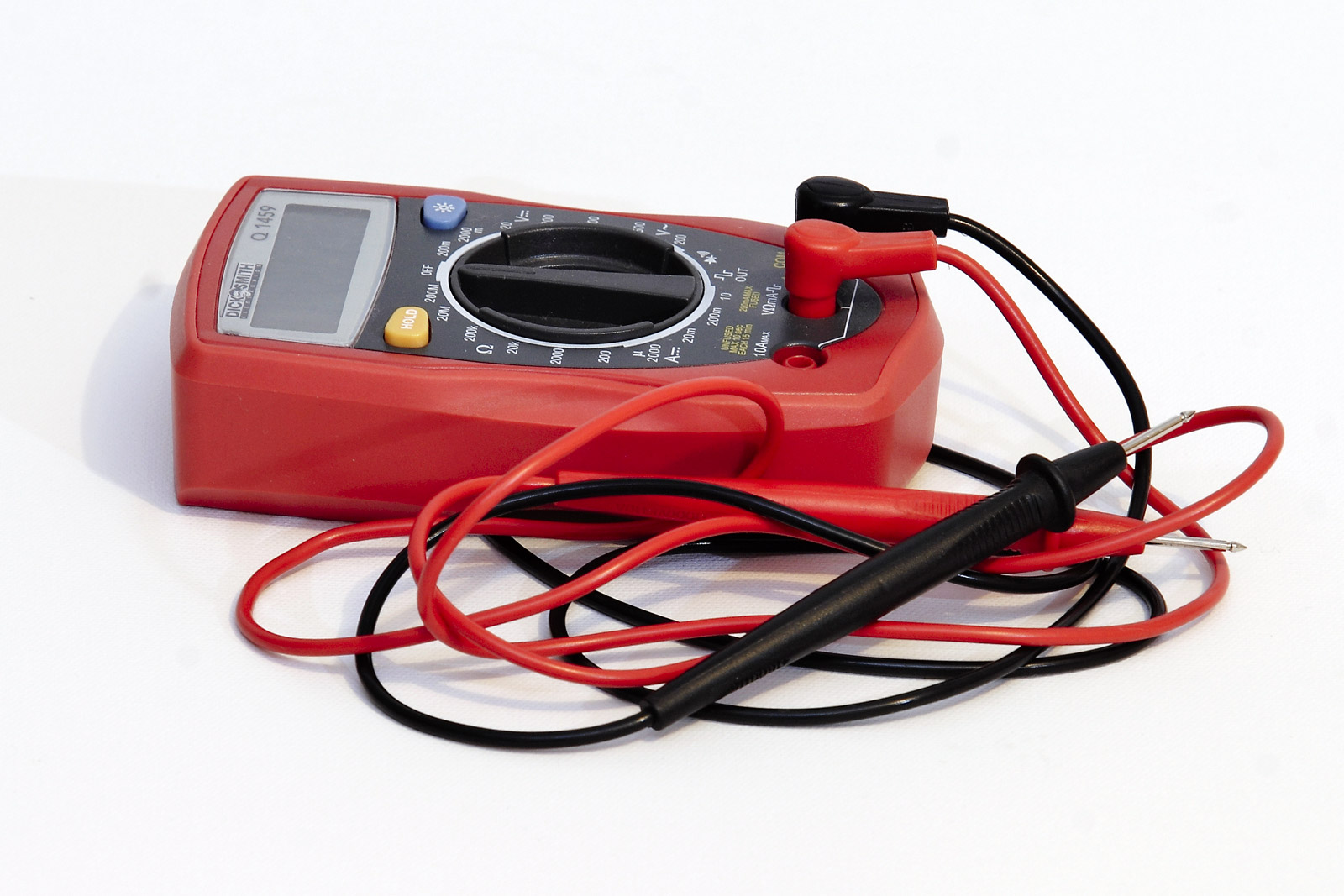
Для вимірювання напруги між двома точками можна скористатися мультиметром

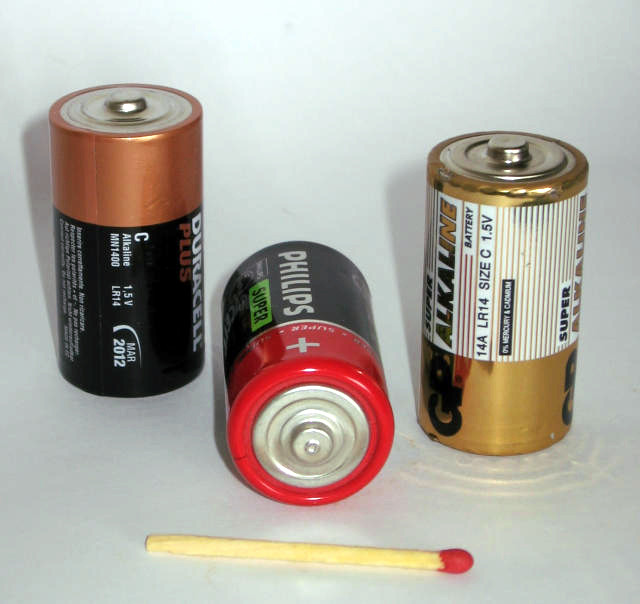
Гальванічні елементи на 1,5 В

Напруга, яку виробляє кожен електрохімічний елемент батареї, визначається хімічним складом цього елемента. Елементи можна з'єднувати послідовно для отримання кратної напруги або додавати схеми для регулювання напруги до іншого рівня. Механічні генератори зазвичай можна сконструювати для будь-якої напруги (в певних межах).
Номінальні напруги поширених джерел:
- Потенціал спокою нервової клітини: ~ 75 мВ
- Одноелементний нікель-метал-гідридний (NiMH)[6] або нікель-кадмієвий (NiCd) акумулятор: 1.2 В
- Неперезаряджуваний гальванічний елемент (наприклад, елементи AAA, AA, C і D): лужний : 1,5 В;[7] вугільно-цинковий: 1,56 В (свіжий і невикористаний)
- Логічні рівні напруги[en]: 1,2 В, 1,5 В, 1,8 В, 2,5 В, 3,3 В, 5,0 В
- Літій-залізо-фосфатний акумулятор (LiFePO4): 3,3 В
- Літій-полімерна акумуляторна батарея на основі кобальту: 3,75 V (див. Порівняння комерційних типів акумуляторів[en])
- Блок живлення транзисторно-транзисторної логіки/CMOS (TTL): 5 В
- USB: 5 В
- Батарея «Крона»: 9 В
- Автомобільні акумуляторні системи використовують елементи з 2,1 В на елемент; батарея «на 12 В» має шість елементів, з'єднаних послідовно, що виробляють 12,6 В; батарея «на 24 В» складається з 12 елементів, з'єднаних послідовно, які виробляють 25,2 В. Деякі колишні транспортні засоби використовують 3-елементні батареї «на 6 В», які дають 6,3 В.
- Побутова електрична мережа змінного струму:
  - 100 В у Японії
  - 120 В у Північній Америці
  - 230 В у Європі, Азії, Африці та Австралії
- Контактна рейка метрополітену: 600—750 В (див. Список систем електрифікації залізниць[en])
- Повітряні лінії електропередач швидкісних поїздів: 25 кВ при 50 Гц, але див. варіанти у статтях Список систем електрифікації залізниць[en] і 25 кВ при 50 Гц[en].
- Високовольтні лінії електропередачі: 110 кВ і вище (рекорд — 1,15 МВ; найвища діюча напруга 1,10 МВ[8])
- Блискавка: максимум близько 150 МВ.[9]

## Історична довідка

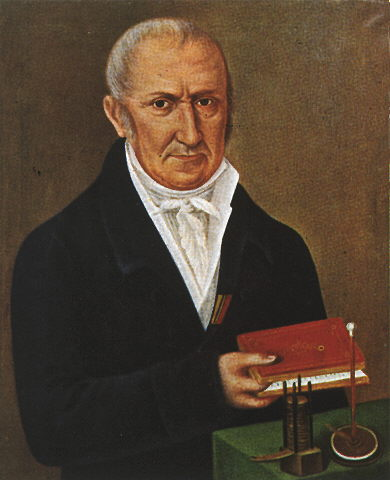
Алессандро Вольта

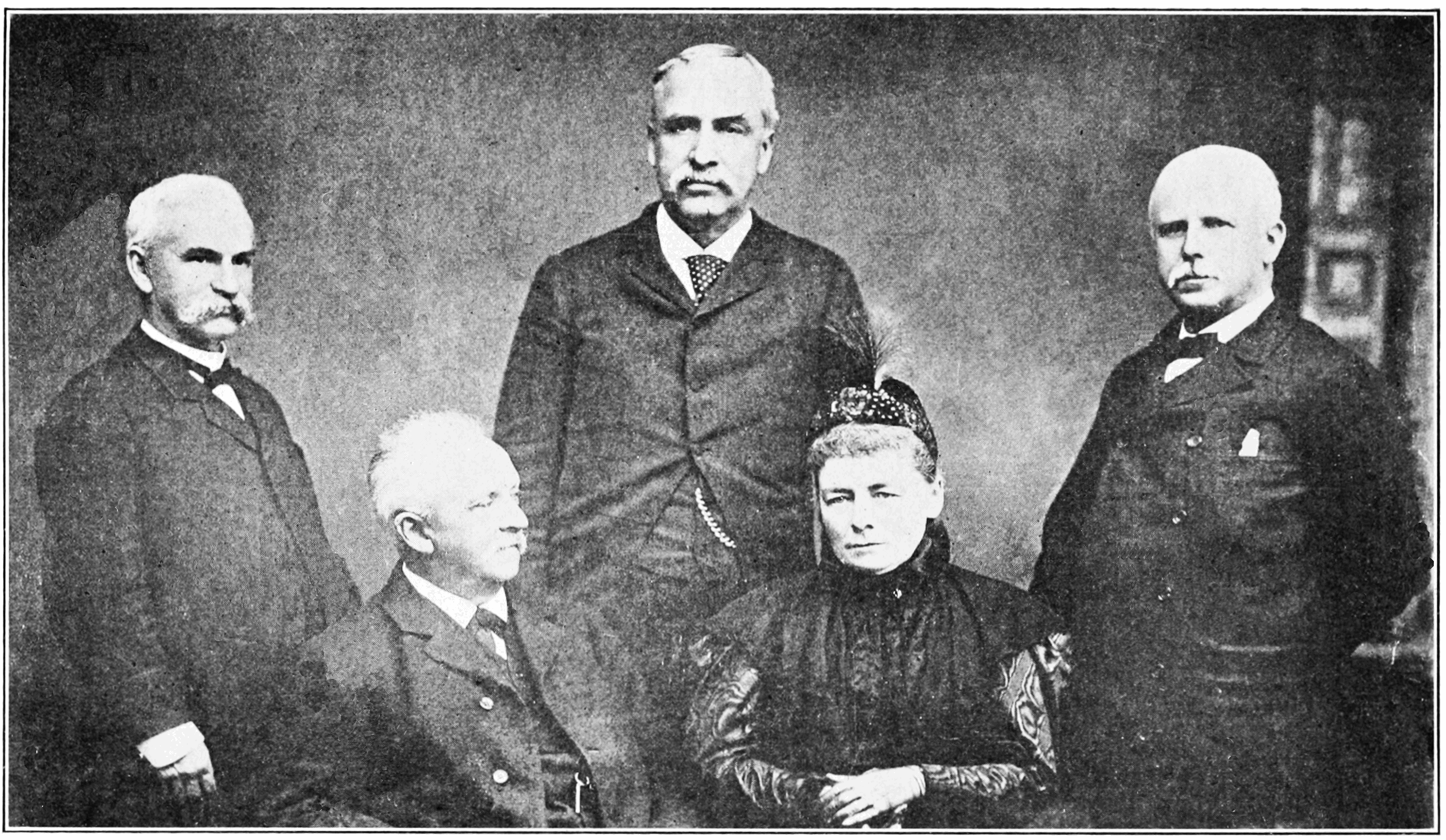
Групова фотографія Германа Гельмгольца, його дружини (сидять) і друзів-науковців Гуго Кронекер (ліворуч), Томас Корвін Менденголл (праворуч), Генрі Віллард (у центрі) під час Міжнародного електротехнічного конгресу

У 1800 році в результаті професійних розбіжностей щодо гальванічного ефекту в дискусії з Луїджі Гальвані, Алессандро Вольта розробив попередника електричної батареї, так званий вольтів стовп, як джерело постійного електричного струму. Вольта визначив, що найефективнішою парою різнорідних металів для виробництва електрики є цинк і срібло. У 1861 році Латімер Кларк і Чарльз Брайт використали назву «вольт» для одиниці опору.
Одиницю вимірювання «вольт» уперше введено в 1861 році на 1-му Міжнародному конгресі електриків (тепер — Міжнародна електротехнічна комісія) як практичну одиницю ЕРС, що дорівнює 108 одиницям системи одиниць СГС. Її введення було пов'язане з поточними потребами інженерної фізики. У 1873 році Британська асоціація сприяння розвитку науки визначила вольт, ом і фарад. З 1893 до 1948 року у використанні був міжнародний вольт, що дорівнює напрузі або ЕРС, які у провіднику з опором 1 ом (міжнародний) виробляє струм 1 ампер (міжнародний). Точна величина міжнародного вольта встановлювалась еталоном — групою нормальних елементів Вестона. У Міжнародну систему одиниць (SI) вольт уведено рішенням XI-ї Генеральної конференції мір і ваг у 1960 році одночасно з прийняттям системи SI в цілому.
До 1990 року 1 вольт визначався через одиницю енергії джоуль і одиницю заряду кулон.
20 травня 2019 року набули чинності Зміни визначень основних одиниць SI, включно з визначенням величини елементарного заряду.

## Кратні та частинні одиниці
| Кратні                         | Кратні     | Кратні     | Кратні     | Частинні | Частинні   | Частинні   | Частинні   |
| Величина                       | Назва      | Позначення | Позначення | Величина | Назва      | Позначення | Позначення |
| ------------------------------ | ---------- | ---------- | ---------- | -------- | ---------- | ---------- | ---------- |
| 101 В                          | декавольт  | даВ        | daV        | 10−1 В   | децивольт  | дВ         | dV         |
| 102 В                          | гектовольт | гВ         | hV         | 10−2 В   | сантивольт | сВ         | cV         |
| 103 В                          | кіловольт  | кВ         | kV         | 10−3 В   | мілівольт  | мВ         | mV         |
| 106 В                          | мегавольт  | МВ         | MV         | 10−6 В   | мікровольт | мкВ        | µV         |
| 109 В                          | гігавольт  | ГВ         | GV         | 10−9 В   | нановольт  | нВ         | nV         |
| 1012 В                         | теравольт  | ТВ         | TV         | 10−12 В  | піковольт  | пВ         | pV         |
| 1015 В                         | петавольт  | ПВ         | PV         | 10−15 В  | фемтовольт | фВ         | fV         |
| 1018 В                         | ексавольт  | ЕВ         | EV         | 10−18 В  | атовольт   | аВ         | aV         |
| 1021 В                         | зетавольт  | ЗВ         | ZV         | 10−21 В  | зептовольт | зВ         | zV         |
| 1024 В                         | йотавольт  | ЙВ         | YV         | 10−24 В  | йоктовольт | йВ         | yV         |
| застосовувати не рекомендовано |            |            |            |          |            |            |            |